# The Rise of Jenny Cushing
The Rise of Jenny Cushing (o The Rise of Jennie Cushing) è un film muto del 1917 diretto da Maurice Tourneur. La sceneggiatura si basa su The Rise of Jennie Cushing, romanzo di Mary S. Watts pubblicato a New York nel 1914.

## Trama
Ragazza di strada, Jenny deve combattere le sue battaglie con le unghie e con i denti per riuscire a sopravvivere. Beccata dalle autorità, viene spedita in riformatorio dove resta fino al compimento dei suoi diciotto anni. Quando viene rilasciata, la ragazza va in città e si mette a studiare per diventare parrucchiera per poi trovare lavoro come cameriera presso una signora. Un giorno conosce Donelson Meigs, il pittore che sta facendo il ritratto alla sua padrona. L'artista e Jenny si innamorano e lui le chiede di sposarlo. Ma la ragazza, temendo che il suo passato possa influire sulla carriera dell'amato, rifiuta la proposta. Però va a vivere con lui. Quando il giorno temuto arriva, cioè quando si viene a sapere che lei ha passato alcuni anni in riformatorio, Jenny fugge via da casa, sparendo nel nulla. Meigs la cerca dappertutto e, finalmente, la trova due anni dopo. Di nuovo, le propone il matrimonio e, di nuovo, Jenny rifiuta. Ma poi, riconsiderando il loro amore e il comportamento di Meigs, la ragazza si vede costretta a cedere e i due amanti ricominciano felicemente la loro vita in comune.

## Produzione
Benché nessuna compagnia apparisse come casa produttrice, la produzione del film venne attribuita alla Famous Players-Lasky Corporation che, all'epoca, controllava l'Artcraft Pictures Corp, distributrice e finanziatrice della pellicola. Il film venne girato a Fort Lee, nel New Jersey.

## Distribuzione
Il copyright del film, richiesto dalla Artcraft Pictures Corp., fu registrato il 1º novembre 1917 con il numero LP11650.
Distribuito dall'Artcraft Pictures Corporation, uscì nelle sale cinematografiche USA l'11 novembre 1917.